# Velo de novia
Velo de novia es una telenovela mexicana producida por Juan Osorio para Televisa en 2003. La historia consta de dos etapas. Es la segunda telenovela de Televisa en grabarse en alta definición.
La primera etapa está protagonizada por la actriz Susana González y Eduardo Santamarina. A su vez, está antagonizada por Cynthia Klitbo, Héctor Suárez y Blanca Guerra.
La segunda etapa está protagonizada por Susana González y Eduardo Santamarina. A su vez, está antagonizada por Cynthia Klitbo, Luis Madaría y Lilia Aragón.

## Sinopsis
José Manuel del Álamo es el prometido de Raquela. Es un hombre cabal y honorable que no sospecha la maldad que reina en el alma de su novia. Desde su infancia, las dos familias han dado por hecho que se casará con Raquela, y José Manuel no se da cuenta hasta que la fecha de la boda se acerca que a la que él verdaderamente ama es a Ángeles. Cuando José Manuel rompe su compromiso, Raquela es presa de una furia tan grande que provoca un accidente donde Ángeles pierde la vida.
Pero su corazón seguirá latiendo en el cuerpo de Andrea, una joven alegre y bondadosa que trabaja como costurera, y cuyo sueño es llegar a ser una gran diseñadora de modas. Andrea vive en una casa para estudiantes propiedad de su abuela, doña Antonia, y trabaja en la fábrica de ropa de la familia Villaseñor. Desde hace años, Andrea sufre de una insuficiencia cardiaca que puede acabar con su vida en cualquier momento. Sin embargo la generosidad de Ángeles al donar su corazón, le dará una nueva esperanza de vida.
El destino ofrece a José Manuel una nueva oportunidad de amar cuando conoce a Andrea, pero su camino será difícil, porque no solamente Raquela se interpondrá entre ellos. Ricarda, la madre de José Manuel, es una mujer fría y arrogante, obsesionada por su belleza, que guarda un oscuro secreto que podría destruir su matrimonio y que se relaciona con la familia de Andrea. Ricarda recurrirá a la intriga, e incluso llegará al chantaje para separar a José Manuel y Andrea y así mantener oculto su secreto, su Velo de novia.

## Elenco

### Primera etapa

#### Elenco central
- Susana González - Andrea Paz González
- Eduardo Santamarina - José Manuel Del Álamo Sánchez
- Cynthia Klitbo - Raquela Villaseñor Del Moral
- Héctor Suárez - Azael Villaseñor
- Blanca Guerra - Ricarda Sánchez de Del Álamo

#### Elenco principal
- Raymundo Capetillo - Filemón Paz
- Paquita la del Barrio - Antonia González / "Mamá Toña" / "Mamá Grande"
- Yuliana Peniche - Aniceta Paz González / "Ani"
- Arturo Vázquez - Sebastián Paz / Sebastián Del Álamo
- Carmen Salinas - Malvina González
- Jessica Segura - Nydia
- Adriana Chapela - Olga González
- Pablo Magallanes - Raúl
- Niurka - Vida
- Vannya Valencia - Romina
- Jorge Poza - Rafael Sosa / Ernesto Sosa
- Martha Ortiz - Catalina Sosa / "Doña Cata"
- Roberto Vander - Germán del Álamo
- Mariana Sánchez - Federica Del Álamo Sánchez
- Toño Mauri - Juan Carlos Villaseñor Del Moral
- Julissa - Lía Del Moral de Villaseñor
- Elizabeth Álvarez - Dulce María Salazar
- Alan - Isaac Carvajal
- Uberto Bondoni - Aarón Montenegro
- Joemy Blanco - Claudia Montenegro
- Alicia Fahr - Eduarda
- Lorena de la Garza - Cachita Chávez
- Irma Dorantes - Chabelita

#### Elenco secundario
- Emilio Fernández - Guillermo / "Memo"
- Fernando Robles - Marcelo Mejía
- Raúl Magaña - Lic. Efraín Vega
- Manuel Landeta - Román Ruiz
- Nora Patricia Romero - Ana Luisa Reyes
- Juan Imperio - Dr. Angelo
- Moisés Suárez - Demetrio Carillo
- Jaime Fernández - Hernán Ocampo
- Manoella Torres - La Pecosa
- Rubén Olivares - El Púas
- Sandra Montoya - Yolanda Montero
- Lucero Campos - Carmelita
- Lucía Bravo - La Leona
- Pablo Cheng - Tequila
- Azalia - Lizárraga Ulloa
- Eric Aurioles "El Tlacua-H" - Pancho
- Arturo Guízar - Lic. Yépez
- Juan Carlos Franzoni - Erick
- Manolo Royo - Armando
- Yirelka Yeraldine - Alambrito Almanedá
- Cynthia Urias - Jovita Luna
- Ricardo Margaleff - Adán
- Sergio Argueta - Teo
- Angel Enciso - Zury
- Elena Silva - Imelda
- Enrique Bermúdez - Mauro
- Juan Carilles - Javier Ortiz Insunza
- Juan M. Espadas - Isauro
- Silvio Gomagui - Nicolás Nava
- Miguel Ángel Loyo - Leonel Carvajal
- Pietro Vannucci - Luigi
- Raúl Padilla "Chóforo" - Jacinto
- Juan Verduzco
- Adriana Rojo
- Natalia Traven
- Libertad
- Carlos Probert

#### Participaciones especiales
- Marlene Favela - Ángeles Villaseñor Del Moral
- Luis Madaría - Arturo Del Moral Valverde
- Lilia Aragón - Enriqueta Valverde Vda. de Del Moral
- Carlos Bonavides - Él mismo

### Segunda etapa

#### Elenco central
- Susana González - Andrea Paz González
- Eduardo Santamarina - Jorge Robleto
- Cynthia Klitbo - Raquela Villaseñor Del Moral
- Luis Madaría - Arturo Del Moral Valverde
- Lilia Aragón - Enriqueta Valverde Vda. de Del Moral

#### Elenco principal
- Carmen Salinas - Malvina González
- Jessica Segura - Nydia
- Niurka - Vida
- Irma Dorantes - Isabel / "Chabelita"
- Aitor Iturrioz - Marcos Ruiz
- Silvia Mariscal - Leticia de Robleto
- Humberto Elizondo - Pedro Robleto
- Imanol - Alexis Robleto
- Óscar Traven - Lic. Álvaro Julio Castillo
- Latin Lover - Latin
- Claudia Silva - Virginia Mirabal
- Lorena Velázquez - Adela Mirabal
- Bobby Larios - Beto Castell
- Hugo Macías Macotela - Don Filiberto Castell
- Estrella Lugo - Gloria
- María Clara Zurita - Úrsula

#### Elenco secundario
- Vanessa Arias - Neddy
- Miguel Pizarro - Reynaldo Portillo
- Rebeca Mankita - Yara
- Flor Procuna - Josefa / "Fefa"
- Rebeca Manríquez - Lamara
- Gabriel de Cervantes - Enrique Quintanilla
- Emilio Fernández - Guillermo / "Memo"
- Mónica Dossetti - Francisca Rivero / "Paca"
- Andrés Puentes Jr. - Sammy
- Dalilah Polanco - Aracely
- Isabel Martínez "La Tarabilla" - Zoila Ramírez / "Belén"
- Amparo Garrido - Cándida
- Julio Preciado - Padre Julio
- Queta Lavat - Socorro
- Teo Tapia - Lucio González
- José Luis Cordero - Gumaro Estrada
- Claudia Ortega - Sandra
- Fátima Torre - Flavia Morales
- Roberto Marín - Hugo
- Raúl Castellanos - Enrique
- Eduardo Antonio - Doctor Eduardo Bárcenas
- Kelchie Arizmendi - Patricia
- Ángeles Alonso - Teresa
- Lorena Enríquez - Inés González
- Archie Lafranco - Carlos Alfredo Escobar
- Hugo Aceves - Chato
- Juan Carlos Bonet - Arsenio López
- Rubén Morales - Basilio López
- Francisco Avendaño - Lic. Galvis
- Naydelin Navarrete - Patricia
- Elena Silva - Imelda Pérez
- Ramón Menéndez - Jiménez
- Erendira Zumaya - Lalita
- Arturo Guizar - Presentador
- Roberto Ruy - Evaristo
- Miriam Jasso - Alicia
- Shula - Marissa
- Albert Chávez - Contreras
- Pablo Cheng - Tequila
- Ileana Muñiz - Susy
- Sergio Jiménez - Juez Estévez
- Juan Carlos Novoa - Bigotes
- Mauricio Roldan - Braulio Cancino
- Carlos Balart - Tony
- Tomas García - Jaro
- José Miguel Checa - Doctor Molina

#### Participaciones especiales
- Marlene Favela - Ángeles Villaseñor Del Moral
- Carlos Bonavides - Él mismo

## Premios y nominaciones

### Premios ACE
- Mejor actriz de televisión escénica: Susana González

### Premios TVyNovelas 2004
| Categoría                | Persona                            | Resultado |
| ------------------------ | ---------------------------------- | --------- |
| Mejor actriz protagónica | Susana González                    | Nominada  |
| Mejor villana            | Cynthia Klitbo                     | Ganadora  |
| Mejor villano            | Héctor Suárez                      | Nominado  |
| Mejor tema musical       | "De corazón a corazón", por Darina | Nominada  |

## Versiones
- La primera temporada de la novela está basada en "Véu de Noiva", escrita por la brasileña Janete Clair para TV Globo en 1969 y protagonizada por Regina Duarte e Cláudio Marzo. En 1971 Televisa hace una versión de esta historia adaptada por Caridad Bravo Adams en los créditos de la versión del 2003 solo aparece como obra original de Caridad Bravo Adams y no se menciona como autora a Janete Clair.

- La segunda temporada de la telenovela es versión de "Yo no creo en los hombres", escrita también por Caridad Bravo Adams. En esa segunda temporada desapareció casi todo el elenco de la primera.

## Banda sonora
1. De Corazón a Corazón - Darina
2. Vivir así es morir de amor - Cox
3. El Ruletero - Niurka Marcos
4. Dime Corazón - Amaury Gutiérrez
5. Mala Gente - Juanes
6. Quizás Quizás Quizás - Emmanuel
7. La Distancia - Cox
8. No Basto - Darina
9. No Importa Que El Sol Se Muera - Moenia
10. Mori - Tranzas
11. Si Pongo Corazón - Rossana
12. Eres Todo Para Mi - Petra Berger
13. Busca Un Sueño - Alan
14. Corazón Caliente - Niurka Marcos
15. Más que tu amigo - Marco Antonio Solís
16. Dies Irae - Mozart